# Tylosperma lignosa
Tylosperma lignosa är en rosväxtart som först beskrevs av Carl Ludwig von Willdenow och Schlechtend., och fick sitt nu gällande namn av Viktor Petrovitj Botjantsev. Tylosperma lignosa ingår i släktet Tylosperma och familjen rosväxter. Inga underarter finns listade i Catalogue of Life.